# Spoorlijn Wulften - Leinefelde
De spoorlijn Wulften - Leinefelde was een Duitse spoorlijn in Nedersaksen en Thüringen en was als spoorlijn 1811 onder beheer van DB Netze.

## Geschiedenis
Het traject werd door de Preußische Staatseisenbahnen geopend tussen 1 november 1889 en 1 september 1897. Doordat de spoorlijn de grens tussen de Britse bezettingszone en de Russische bezettingszone passeerde werd het verkeer tussen Duderstadt en Teistungen na 1945 stilgelegd. Het gedeelte tussen Teistungen en Worbis werd in 1947 afgebroken en reeds in 1950 weer herlegd.
Personenvervoer tussen Wulften en Duderstadt werd in 1974 opgeheven, het goederenvervoer in 1995. Op het gedeelte vanaf Leinefelde heeft goederenvervoer plaatsgevonden tot 1994 en personenvervoer tot 2001. Pogingen om de gehele lijn weer in bedrijf te nemen na de Duitse hereniging zijn op niets uitgelopen en thans is de volledige spoorlijn op gebroken.

## Aansluitingen
In de volgende plaatsen is of was er een aansluiting op de volgende spoorlijnen:
Wulften
DB 1810, spoorlijn tussen Northeim en Nordhausen
Leinefelde
DB 6296, spoorlijn tussen Gotha en Leinefelde
DB 6343, spoorlijn tussen Halle en Hann. Münden